# タイホア
タイホア（ベトナム語：Thị xã Thái Hòa / 市社太和?）はゲアン省にある町である。

## 概要
4つの坊 (phường)と5つの社を有する。
- ホアヒエウ坊（Hòa Hiếu / 和孝）
- ロンソン坊（Long Sơn / 龍山）
- クアンフォン坊（Quang Phong / 光風）
- クアンティエン坊（Quang Tiến / 光進）
- ドンヒエウ社（Đông Hiếu / 東孝）
- ギアミー社（Nghĩa Mỹ / 義美）
- ギアトゥアン社（Nghĩa Thuận / 義順）
- ギアティエン社（Nghĩa Tiến / 義進）
- タイヒエウ社（Tây Hiếu / 西孝）